# Den Dolder
Den Dolder is een dorp in de gemeente Zeist, in de Nederlandse provincie Utrecht. Het dorp ligt direct ten oosten van Bilthoven en iets ten noorden van Huis ter Heide en Bosch en Duin. Den Dolder heeft 4.535 inwoners (2023).
Het dorp is gelegen op de Utrechtse Heuvelrug, en heeft een station aan de spoorlijn Utrecht-Amersfoort.

## Geschiedenis
Het gebied rond Den Dolder bestond lange tijd uit woeste zandgronden. Over permanente bewoning is weinig bekend. Wel is er een dolk uit de Midden-Bronstijd gevonden en zijn er sporen van een middeleeuwse bewoning gevonden.
In 1862 wordt er vanuit Zeist een verharde weg aangelegd naar Soest. De weg wordt vernoemd naar de oude (niet meer bestaande) boerderij De Dolder (vlak bij het huidige Prins Hendriksoord): de Dolderseweg. Vanaf 1863 wordt de spoorlijn tussen Utrecht en Amersfoort aangelegd. Op de kruising tussen de Dolderseweg en de spoorlijn komt stopplaats Den Dolder. De tol wordt geheven door Andreas Fox. Hij woont met zijn gezin nabij de kruising en kan gezien worden als de eerste bewoner van Den Dolder.
In 1898 werd vanaf Den Dolder de Stichtse Lijn naar Baarn aangelegd.
Begin 20e eeuw zijn er verschillende initiatiefnemers die iets met de grotendeels ongebruikte zandgronden willen.
- Vanaf 1901 wilde de NV Padua aan de zuidkant van de spoorlijn een woonkolonie voor arbeiders stichten en bouwde daarom verschillende huizen. Het doel hiervan was om stedelingen gezonde lucht en voeding te geven. Omdat al een jaar later de zeepfabriek aan de andere kant van het spoor in gebruik werd genomen, mislukte deze woonkolonie.[4]
- Vanaf 1902 stichtte Christoph Pleines de zeepfabriek De Duif aan de noordkant van het spoor. Dit gebeurde nadat de voorganger in Amersfoort was afgebrand en de stad de zeepfabriek met z’n stank liever zag verdwijnen. Behalve een fabriek kwamen er ook arbeiderswoningen, een school, een boerderij en een begraafplaats. De Pleineslaan is vernoemd naar deze stichter van Den Dolder.[5]
- Vanaf 1905 stichtte de psychiatrische instelling Willem Arntsz uit Utrecht een grote instelling buiten de stad: de Willem Arntsz Hoeve.

Met name door de groei van de activiteiten van de Zeepfabriek van Pleines moest de gemeenteraad van Zeist in 1912 besluiten over een naam van het nieuwe dorp: Den Dolder. Het dorp groeide daarna gestaag door: in 1914 werd het huidige station gebouwd, en er kwamen meer woningen en winkels.
De Tweede Wereldoorlog trok een zware wissel op het dorp. De nabijgelegen Vliegbasis Soesterberg werd regelmatig gebombardeerd. In het Pleinesbos werd afweergeschut geplaatst. Op het terrein van Willem Arntsz Hoeve stierven meer dan 1100 mensen door actieve verwaarlozing, nadat het beheer in 1942 door een NSB-directeur was overgenomen.
Na de Tweede Wereldoorlog groeide Den Dolder uit tot het huidige dorp met verschillende buurten. Remia startte in 1951 met fabricage op de locatie van de voormalige zeepfabriek. Vanaf 1959 kreeg het dorp de Jeugdinrichting Den Engh, gevestigd op de gelijknamige buitenplaats. Op het oostelijk deel van de buitenplaats werd een jeugdgevangenis gebouwd, genaamd Almata. Tegenwoordig worden plannen gemaakt om op de locatie van Almata een politieacademie te vestigen.
In de jaren 70 kwam de Affaire-Dennendal landelijk in het nieuws. Door die ontwikkeling ontstonden er op het terrein twee aparte organisaties: Altrecht (later opgesplitst in Altrecht en Fivoor) en Reinaerde/Dennendal, respectievelijk psychiatrie/forensische psychiatrie en zwakzinnigenzorg. De fatale daad van een patiënt van Altrecht/Fivoor werd landelijk bekend bij de dood van Anne Faber. Altrecht en Fivoor maken plannen om Den Dolder te verlaten. Op het terrein komen woningen, ingepast in de historische en groene structuur van het gebied.

## Voorzieningen en vrije tijd
In het centrum zijn verschillende winkels voor dagelijkse boodschappen aanwezig. Ook zijn er drie restaurants. Het dorp beschikt over een basisschool, kinderdagverblijf en een wijkservicepunt. Er is een kleine begraafplaats, Het Stille Hofje.
Den Dolder heeft een actieve muziekvereniging met oog voor het dorp en de mensen die er willen musiceren, op welk niveau en met welk instrument dan ook: Muziekvereniging Dr Engelhard
De Historische Vereniging Den Dolder waakt over het behoud en de verspreiding van de geschiedenis van dit jonge dorp. De vereniging verzorgt tentoonstellingen en bijeenkomsten waarin persoonlijke verhalen kunnen worden gedeeld en opgetekend. Zij geeft viermaal per jaar een Kroniek uit verspreid over haar meer dan 450 leden en verzorgt een maandelijkse e-mailnieuwsbrief die gratis verspreid wordt. Zij is mede-initiatiefneemster en lid van de vereniging Het Geheugen van Zeist. Verspreid door het dorp staan informatieborden over de geschiedenis van die specifieke plek. Gilde Zeist verzorgt in Den Dolder regelmatig diverse rondleidingen.
DOSC is de sportvereniging van Den Dolder. Er kunnen diverse sporten bij de vereniging worden beoefend waaronder voetbal, badminton, gymnastiek, petanque en volleybal. Den Dolder heeft ook een manege, de Prinses Maximamanege. Golfsociëteit De Lage Vuursche werd geopend in 2000. Er is een conferentiehotel (Ernst Sillem Hoeve) waarin ook het hoofdkantoor van de YMCA is gevestigd.
Rondom Den Dolder liggen verschillende natuurgebieden zoals Park Vliegbasis Soesterberg, Okkersbos, Willem Arntszbos, Pleinesbos en de Ridderoordse Bossen. Men kan er vrij wandelen, fietsen, mountainbiken en geocachen.
Voor iedereen die een band heeft met Den Dolder is er het online platform DenDolder.nl. Dit platform bevat relevante en interessante informatie over evenementen, activiteiten, muziek, cultuur, sport, onderwijs, winkelen en is het initiatief van betrokken bewoners, ondernemers en organisaties uit het dorp.

## Verkeer en vervoer
De N238 doorsnijdt Den Dolder aan de oostkant van het dorp. Op bestaande wegen en fietspaden ligt de fietsroute tussen Amersfoort en Utrecht.
Daarnaast ligt het aan de spoorlijn tussen Utrecht en Amersfoort en de spoorlijn tussen Utrecht en Baarn. Er zijn twee spoorwegovergangen: een gelijkvloerse bij het station en sinds 2017 een fietstunnel bij de Tolhuislaan. Ook loopt er een buslijn door het dorp: lijn 59 van Hilversum naar Zeist en andersom.

## Geboren
- Johan Witteveen (1921), politicus, IMF-directeur
- Guusje van Mourik (1956), karateka
- Joep Truijen (1993), acteur
- Lucie Akkerman (1996), voetbalster